# Chace Crawford
Christopher Chace Crawford (Lubbock, Texas; 18 de julio de 1985) es un actor estadounidense, conocido por su papel de Nate Archibald en la serie Gossip Girl de The CW, y como "The Deep" en la serie original de Amazon Prime The Boys.

## Primeros años
Nació en Lubbock y creció en Dallas, Texas. Su padre, Chris Crawford, es dermatólogo y su madre, Dana, es profesora. También tiene una hermana más joven, exreina de belleza y Miss Misuri, Candice Crawford. Vivió en Bloomington, Minnesota, durante cuatro años y luego se graduó de secundaria en el Trinity Christian Academy. Después de la secundaria se mudó a Malibú, California, para asistir a la universidad de Pepperdine, donde estudió periodismo.

## Carrera
Crawford se mudó a Los Ángeles, California para estudiar en la Universidad de Pepperdine. Mientras se encontraba allí empezó a actuar como un hobby. Su oportunidad para saltar a la fama ocurrió en 2005, a sus 20 años cuando el productor de cine hollywoodiense Ignacio Osborne lo conoció. Un año más tarde actuó en Long Lost Son en la que interpretó al hijo de la protagonista. Ese mismo año se le pudo ver junto a Taylor Kitsch, Steven Strait y Toby Hemingway en la película The Covenant, dirigida por Renny Harlin, que se posicionó en el n.º 1 de la taquilla.

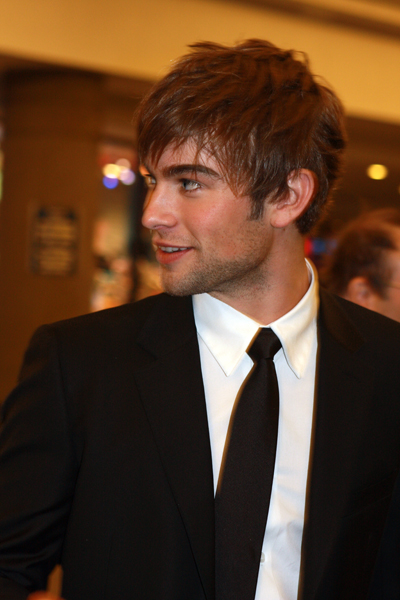
Chace Crawford en 2007.

Sin embargo, el papel que lo catapultó a la fama fue el que interpretó en Gossip Girl:  el guapo multimillonario Nate Archibald. 
También apareció en el vídeo "I Will Be" de la cantante británica Leona Lewis. El vídeo fue lanzado en enero de 2009. Ha hecho anuncio de un servicio público para "Do Something's Teens for Jeans". Chace firmó un contrato para actuar como un traficante de drogas, llamado Mike White, en la película Doce, dirigida por Joel Schumacher. La película está basada en la novela homónima de Nick McDonell y se estrenó en el Festival de Cine de Sundance, el 31 de enero de 2010.
Crawford tenía previsto interpretar al protagonista de la nueva versión de Footloose, pero se retiró al igual que Zac Efron. Kenny Wormald fue quien finalmente consiguió el papel.
En junio de 2010, se confirmó que Crawford se uniría a la película independiente Paz, Amor y Malentendidos, junto a Jane Fonda y Catherine Keener interpretando a un carnicero de guerra que protestaba, Cole, siendo el interés amoroso de la hija del personaje de Fonda.

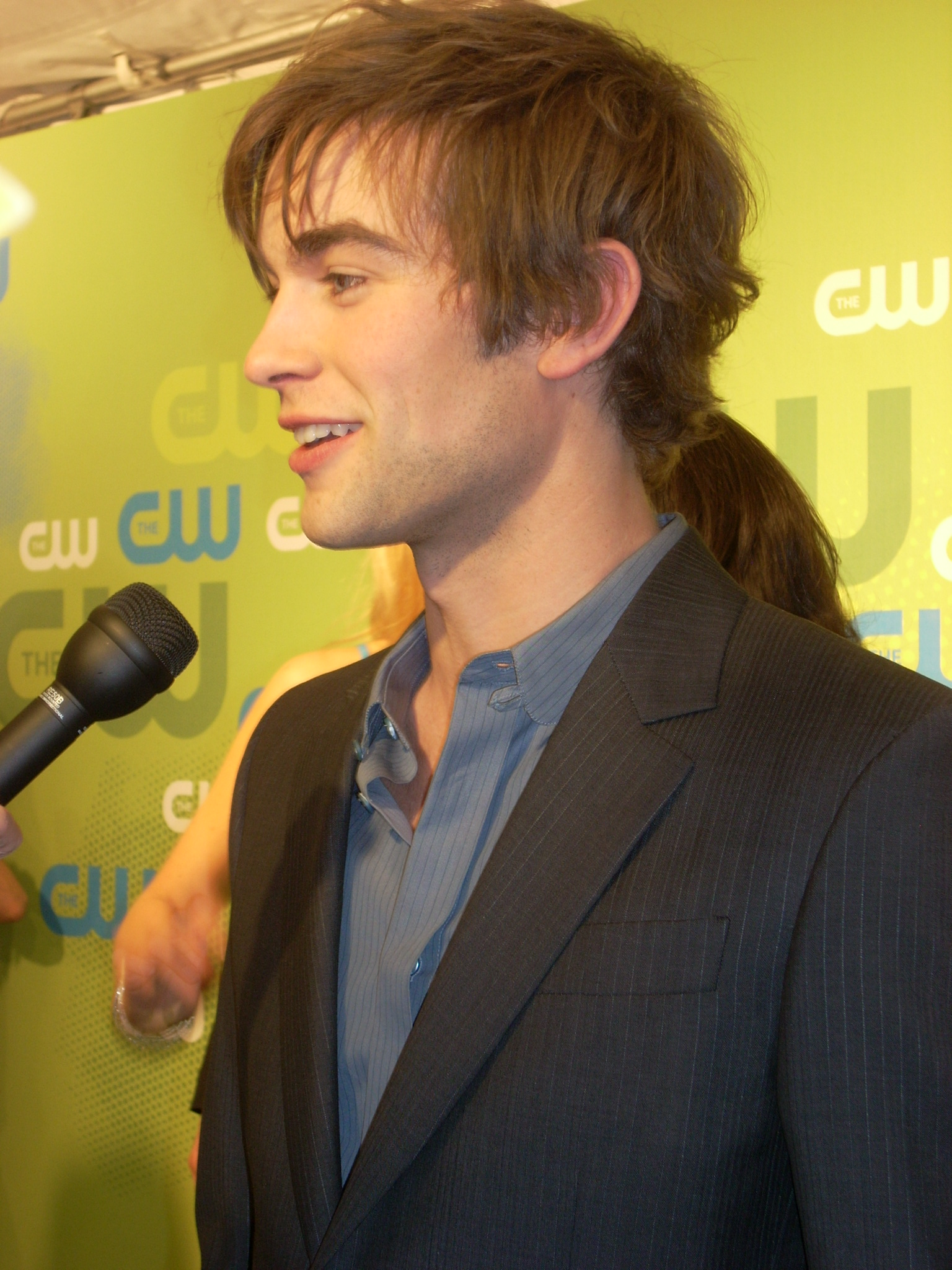
Chace Crawford en 2009.

El 12 de julio de 2011, los productores de la adaptación cinematográfica del best-seller What to Expect When You're Expecting de Heidi Murkoff, anunció que Crawford había sido elegido para protagonizar el filme junto a Cameron Díaz y Jennifer López. La película, dirigida por Kirk Jones fue dirigida a partir de un guion escrito por Heather Hach y reescrito por Shauna Cross.
Chace desempeñará el papel de Marco. Su personaje se reúne con un viejo amor luego de una guerra territorial entre sus respectivos camiones de comida. El rodaje comenzó en julio de 2011 con el lanzamiento previsto para el 11 de mayo de 2012.

## Vida personal
El 4 de julio de 2010, Chace fue arrestado por poseer una pequeña cantidad de marihuana en Texas. La policía dijo que Crawford estaba estacionado en un automóvil cuando la policía encontró al menos dos gramos de marihuana. Él insistió en que era inocente, y que estaba en el lugar y momento equivocado. En 2011, se informó que los cargos serían desestimados y sus antecedentes borrados si se cumplían determinadas condiciones, incluyendo la realización de 24 horas de servicio comunitario e informar a un oficial de libertad condicional una vez al mes durante 12 meses.[cita requerida]

## Filmografía
| Año  | Título                               | Papel                            | Notas             |
| ---- | ------------------------------------ | -------------------------------- | ----------------- |
| 2006 | The Covenant                         | Tyler Simms                      |                   |
| 2006 | Long Lost Son                        | Matthew Williams / Mark Halloran | Película para TV  |
| 2008 | The Haunting of Molly Hartley        | Joseph Young                     |                   |
| 2008 | Loaded                               | Hayden Price                     |                   |
| 2010 | Twelve                               | White Mike                       |                   |
| 2011 | Peace, Love and Misunderstanding     | Cole                             |                   |
| 2012 | What to Expect When You're Expecting | Marco Jorge                      |                   |
| 2014 | Mountain Men                         | Cooper                           |                   |
| 2015 | Cry of Fear                          | Mike                             |                   |
| 2016 | Undrafted                            | Arthur Barone                    |                   |
| 2016 | Rules Don't Apply                    | Young Actor                      |                   |
| 2017 | Eloise                               | Jacob Martin                     |                   |
| 2017 | I Do... Until I Don't                | Egon                             |                   |
| 2018 | All About Nina                       | Joe                              |                   |
| 2018 | Charlie Says                         | Tex Watson                       |                   |
| 2019 | Nighthawks                           | Stan                             |                   |
| 2020 | Inheritance                          | William Monroe                   |                   |
| 2021 | Belle                                | Justian                          | Doblaje al inglés |
| 2021 | Riptide                              | Landen                           |                   |
| 2024 | Reunion                              | Mathew Danbury                   |                   |

| Año       | Serie                                         | Papel                              | Notas                                  |
| --------- | --------------------------------------------- | ---------------------------------- | -------------------------------------- |
| 2007-2012 | Gossip Girl                                   | Nate Archibald                     | 121 episodios, actor principal         |
| 2008-2009 | Family Guy                                    | Varios                             | Dos episodios                          |
| 2009      | Seth MacFarlane's Cavalcade of Cartoon Comedy | Voz                                | Episodio: "Things You Never Hear"      |
| 2009      | Robot Chicken                                 | Voz                                | Episodio: "Cannot Be Erased, So Sorry" |
| 2013      | My Heaven Will Wait                           | Damián De Porres - Ángel De Porres | Protagonista - Villano                 |
| 2014      | Glee                                          | Biff Macintosh                     | Episodio: "100"                        |
| 2015      | Blood and Oil                                 | Billy LeFever                      | 13 episodios                           |
| 2019-2024 | The Boys                                      | Kevin /The Deep                    | 32 episodios                           |

## Premios y nominaciones
| Año  | Premio                 | Categoría                                    | Trabajo Nominado                     | Resultado |
| ---- | ---------------------- | -------------------------------------------- | ------------------------------------ | --------- |
| 2008 | Teen Choice Awards     | Mejor actor en programa de drama             | Gossip Girl                          | Nominado  |
| 2008 | Teen Choice Awards     | Actor revelación de TV masculino             | Gossip Girl                          | Ganador   |
| 2009 | Teen Choice Awards     | Mejor actor en programa de drama             | Gossip Girl                          | Ganador   |
| 2009 | Teen Choice Awards     | Más sexy (masculino)                         |                                      | Nominado  |
| 2010 | Teen Choice Awards     | Mejor actor en programa de drama             | Gossip Girl                          | Ganador   |
| 2011 | People's Choice Awards | Actor favorito en programa de drama          | Gossip Girl                          | Nominado  |
| 2011 | Teen Choice Awards     | Mejor actor en programa de drama             | Gossip Girl                          | Ganador   |
| 2012 | Teen Choice Awards     | Mejor ladrón de escena masculino de película | What to Expect When You're Expecting | Nominado  |